# Gerry Rosenthal
Gerry Rosenthal, właściwie Gerald Raymond Rosenthal (ur. 2 września 1980 w USA) – amerykański aktor, muzyk, piosenkarz, autor tekstów. W 1998 roku ukończył North Plainfield High School w New Jersey, a w 2003 roku ukończył Rutgers University.

## Filmografia

### Filmy
| Rok  | Tytuł filmu     | Rola                  | Uwagi       |
| ---- | --------------- | --------------------- | ----------- |
| 1998 | Shirtsleeves    | Meehan                | Krótki film |
| 1999 | Wirey Spindell  | Mike Johnson          |             |
| 1999 | Smak wolności   | Murray                |             |
| 2000 | Szukając siebie | Przemawiający student |             |
| 2004 | Delivery        | Praktykant            | Krótki film |

### Seriale
| Rok       | Tytuł serialu                      | Rola                    | Uwagi                            |
| --------- | ---------------------------------- | ----------------------- | -------------------------------- |
| 1998-2000 | Prawo i porządek                   | Randy Baxter, Student#2 | Odcinki pt. „Damaged” i „Return” |
| 1999-2001 | Zapasy na śmierć i życie           | Różne głosy             | 4 odcinki                        |
| 2003      | Prawo i porządek: Sekcja specjalna | Paul Howley             | Odcinek pt. „Mercy”              |

### Gry komputerowe
| Rok  | Tytuł gry                  | Rola                 | Uwagi              |
| ---- | -------------------------- | -------------------- | ------------------ |
| 2006 | Bully                      | Jimmy Hopkins (głos) |                    |
| 2008 | Bully: Scholarship Edition | Jimmy Hopkins (głos) | Reedycja gry Bully |